# Hans Eppendorfer
Hans Eppendorfer (* 10. Juni 1942 in Lütjenburg als Hans-Peter Reichelt; † 23. Januar 1999 in Hamburg) war ein deutscher Schriftsteller.

## Leben
Im Kriegs- und Nachkriegsdeutschland wuchs Hans Eppendorfer als uneheliches Kind einer Frisörin bei seiner Großmutter und Tante, zuerst in Niederschlesien, später dann mit ihr bei der Tante in Göppingen, Baden-Württemberg, auf, bis er im Alter von siebzehn Jahren wegen Raubmordes an einer befreundeten älteren Dame zu zehn Jahren Jugendstrafe verurteilt wurde. Erschwerend kamen seine vorhergehenden Diebstahldelikte und die gescheiterten Versuche seiner Bewährungshelfer hinzu, ihn in einem Internat unterzubringen und erziehen zu lassen oder ihm eine Ausbildung zu ermöglichen.
Während der Haft begann er mit dem Schreiben von Gedichten und Kurzgeschichten. Nach seiner Entlassung war er als Lagerarbeiter in einem Verlag tätig, später als Redaktionsassistent und suchte den schon im Gefängnis kontaktierten Hamburger Schriftsteller und Ethnographen Hubert Fichte in der homosexuellen Szene in Hamburg auf, mit dem er später einen Interview-Zyklus führte, der unter dem Titel Der Ledermann spricht mit Hubert Fichte veröffentlicht wurde. Wenngleich der Zyklus wegen seiner Sex-, Gewalt- und Beschreibungen des begangenen Mordes große Aufmerksamkeit erlangte, weiß man heute, dass große Teile des Interviews fiktiver Natur sind, oft auch von Hans Eppendorfer, der sich als Schriftsteller eine neue Identität schaffen wollte, selbst entwickelt und geschrieben wurden. Der Zyklus erschien in Buchform und als Bühnenadaption und wurde in sechs Sprachen übersetzt. Die Streitigkeiten wegen der Rechte an den Texten führten zu einem bis zum Tod Fichtes nicht mehr reparablen Zerwürfnis zwischen den beiden Protagonisten. Teile daraus waren bereits in der Zeitschrift das da veröffentlicht worden (wo das Pseudonym Eppendorfers – zum Entsetzen Fichtes – in einem Leserbrief aufgelöst wurde), als Rundfunkstück gesendet worden und verändert montiert als Kapitel in Hubert Fichtes Roman Versuch über die Pubertät (1974) erschienen, was wiederum Eppendorfer empörte.
Am 26. März 1971 heiratete der homosexuelle Eppendorfer die damals bekannte und 25 Jahre ältere Stoffdesignerin Margret Hildebrand, die ihm einer ihrer Studenten während einer Party vorgestellt hatte. Er zog zu ihr in den Hamburger Stadtteil Eppendorf, der zu seinem Pseudonym führte. Sie ermöglichte ihm wirtschaftliche Sicherheit. Es schlossen sich zahlreiche Reisen in den Nahen Osten, in die USA, nach Südeuropa oder nach Asien an, die man heute eher als Sextourismus bezeichnen würde, von ihm als Bildungsreisen verklärt wurden. Einige Jahre arbeitete er als freier Mitarbeiter für die St. Pauli Nachrichten und die Schwulenzeitschrift him applaus, die alle acht Wochen erschien und die er ab April 1976 bis zu deren Einstellung im April 1981 als Chefredakteur leitete.
St. Pauli, wo Eppendorfer 1981/1982 offizieller Hamburger Stadtteilschreiber gewesen war, und die Erfahrungen auf dem dortigen Kiez, schlugen sich auch in seinem Roman Szenen aus St. Pauli und dem Drehbuch zu Walter Bockmayers Kiez – Aufstieg und Fall eines Luden (1983) nieder. Wegen der unabgesprochenen Veröffentlichung des erstgenannten Buches und Nichtnennung der Hamburger Kulturbehörde, die Eppendorfer finanziell förderte, kam es zwischen ihm und der Behörde zu einem Zerwürfnis. Gemeinsam mit Dieter Wedel und Alexander Schuller verfasste er das Drehbuch zu dem Fernsehmehrteiler Der König von St. Pauli mit Oliver Hasenfratz und Julia Stemberger; es erschien auch eine Buchfassung davon. Es folgte eine rechtliche Auseinandersetzung, in der es Hans Eppendorfer um seine Stellung bei der gemeinsamen Arbeit und Honoraransprüche ging. Er behauptete, mehr als nur Ideengeber oder Stadtteilführer gewesen zu sein.
Daneben schrieb Eppendorfer, der seine eigene Kindheit immer mit negativen Erfahrungen gleichsetzte, die allerdings nicht belegbar sind, zwei Kinderbücher (… und der nächste folgt sogleich. Ein Streiche-Buch und Gespensterspaß) sowie Erzählungen (u. a. Barmbecker Kuss und Der Magnolienkaiser. Nachdenken über Yukio Mishima).
Von Dezember 1988 bis Mai 1989 arbeitete Hans Eppendorfer – ab Februar 1989 als Chefredakteur – mit dem Autor François Maher Presley an dem von diesem initiierten Nord-Magazin für Kultur, Politik und Wirtschaft, das in Hamburg erschien. Diese schwierige und intensive, ohne Zerwürfnis beendete Zusammenarbeit mündete in einen 9 Jahre haltenden Kontakt beider zueinander. Maher Presley verarbeitete die teilweise extremen Erfahrungen mit dem auch sehr gutmütigen und hilfsbereiten Eppendorfer in der Kurzgeschichte Erfüllung, in dem Roman 17 Leben in zahlreichen Artikeln, einem sehr persönlichen Nachruf im März 1999 sowie einer Biographie. Dort versucht der Autor, Fiktion und Wirklichkeit gegenüber zu stellen, zeigt die Sozialisation Eppendorfers auf, gleicht die Werke Eppendorfers miteinander ab, berichtet über viele Doppelungen der Publikationen unter unterschiedlichen Titeln, seine Vorteilsnahme, wenn es um die Finanzierung seines Lebensstils ging und zeigt die Mechanismen eines Literaturbetriebs auf, die sich Eppendorfer zu eigen machte und so angeblich teilweise unberechtigte Förderungen und Auszeichnungen erlangen konnte.
1998 und kurz vor seinem Tod widmete der mit Eppendorfer befreundete Regisseur Peter Kern ihm das Filmporträt Hans Eppendorfer – Suche nach Leben, das während des Hamburger Filmfestes am 25. September 1998 uraufgeführt wurde. Nach Presley war es „wohl als eine Art Vermächtnis und Festigung seiner Sichtweise auf sein Leben gedacht und von ihm wie von dem Regisseur auch so verstanden…“. Das Nachrichtenmagazin Der Spiegel kommentierte das Werk: „Ein Konvolut aus Dokument und Drama, teils ernsthaft, teils grotesk und gelegentlich auch unbehaglich albern.“
Nur kurz nach der Fertigstellung der Produktion starb Hans Eppendorfer im Alter von 56 Jahren am 23. Januar 1999 an einem Hirntumor in Hamburg. Er wurde auf dem Friedhof Ohlsdorf im Bereich des Anonymen Urnenhains bei Kapelle 2 im Planquadrat XW 19 beigesetzt.

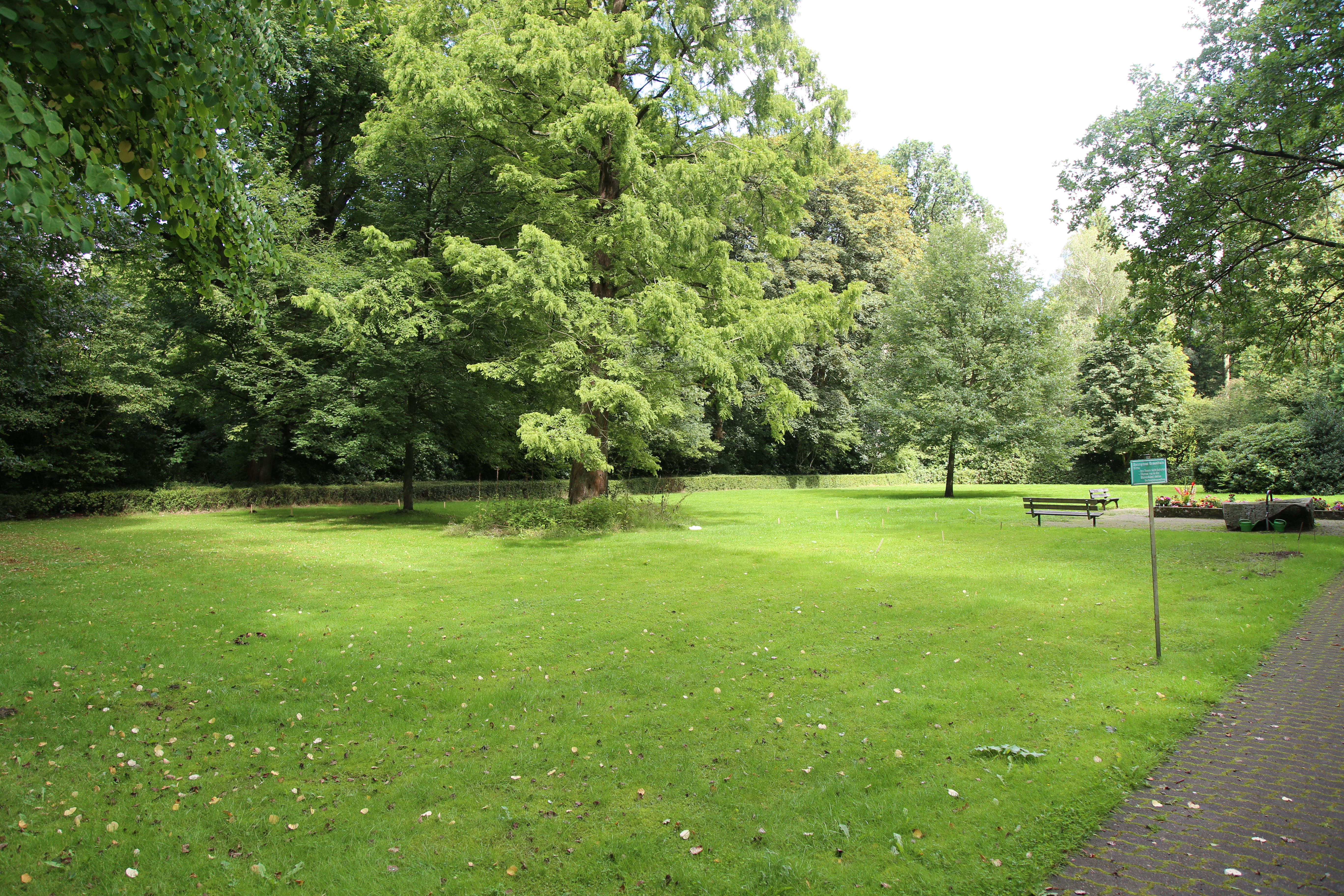
Anonymer Urnenhain auf dem Friedhof Ohlsdorf

## Werke

### Belletristik
- Kiez, 1982, Drehbuch für den gleichnamigen Film, der 1983 erschien (einziges nachgewiesenes Drehbuch)
- Szenen aus St. Pauli. Hoffmann und Campe, Hamburg 1982, ISBN 3-455-08742-6.
- Der Magnolienkaiser: Nachdenken über Yukio Mishima. Vis-a-Vis, Rowohlt, Berlin 1984, ISBN 3-924040-08-7.
- Gespensterspaß. Rowohlt, Reinbek bei Hamburg 1986, ISBN 3-499-20405-3.
- Barmbeker Kuss. Szenen aus dem Knast. Rowohlt Verlag, Reinbek 1985, ISBN 3-499-14667-3.
- ...und der nächste folgt sogleich. Ein Streiche-Buch. Rowohlt Verlag, Hamburg 1985, ISBN 3-499-20384-7.
- (Wiederauflage) Der Magnolienkaiser. Nachdenken über Yukio Mishima. Rowohlt Verlag, Hamburg 1987, ISBN 3-499-15939-2.
- Fast ein Augenblick von Glück. Geschichten vom Kiez. Goldmann Verlag, München 1987, ISBN 3-442-21020-8.
- (Wiederauflage) Barmbeker Kuss. Szenen aus dem Knast. Goldmann Verlag, München 1987, ISBN 3-442-21010-0.
- (Wiederauflage) Der Piranha in der Badewanne. Ein Streichebuch. Bertelsmann, München 1991, ISBN 3-570-20047-7.
- Neue Szenen aus St. Pauli. Droemer Knaur, München 1994, ISBN 3-426-60339-X.

### Beteiligungen
- Der Ledermann spricht mit Hubert Fichte mit e. Nachwort von Herbert Jäger, Suhrkamp, Frankfurt am Main 1977, ISBN 3-518-02770-0.
- (Wiederholung) Der Ledermann spricht mit Hubert Fichte. Suhrkamp, Frankfurt am Main 1980, ISBN 3-518-37080-4.
- Spectaculum / Moderne Theaterstücke Teil: 25/2. Thomas Bernhard, Edward Bond, Hans Eppendorfer, Hubert Fichte, Franz Xaver Kroetz, Gerlind Reinshagen. Suhrkamp, Frankfurt am Main 1976, ISBN 3-518-09088-7.
- Literaturwerkstatt I. Klett-Cotta, Stuttgart 1977, ISBN 3-12-909410-5.
- Lesebuch. Foerster Verlag, Frankfurt 1979.
- Männersachen. Suhrkamp Verlag, Frankfurt 1979.
- Sexualität Konkret, Band I. Zweitausendeins, Frankfurt 1980.
- (Wiederauflage in Französisch) L´homme de cuir / Hans Eppendorfer; Hubert Fichte; Trad. de l'allemand par Louis-Charles Sirjacq. Éditions Libres-Hallier, Paris 1980, ISBN 2-86297-039-5.
- Straßengedichte. Heyne Verlag, München 1982.
- unbändig männlich. Rowohlt Verlag, Reinbek 1983.
- (Wiederholung) Der Ledermann spricht mit Hubert Fichte. Goldmann Verlag, München 1988, ISBN 3-442-21032-1.
- Glück ist eine Gabe. Hg. Rosemarie Fiedler-Winter, Hans Eppendorfer, Ruth Gehe, Eva Jantzen, Walter Kempowski, Gabriel Laub, Siegfried Lenz, Rinnt Neumann, Günter Radtke, Karl-Heinz Söhler, Arno Surminiski u. a. Langen Müller Verlag, München 1996, ISBN 3-7844-2588-7.
- Der König von St. Pauli. Dieter Wedel, Hans Eppendorfer, Alexander Schuller. Droemer Knaur, München 1997, ISBN 3-426-19437-6.
- Überall kann Heimat sein. Hg. Rosemarie Fiedler-Winter, Hans Eppendorfer, Ruth Gehe, Eva Jantzen, Walter Kempowski, Gabriel Laub, Siegfried Lenz, Rinnt Neumann, Ulrich Schacht, Sybil Gräfin Schönfeldt, Arno Surminiski u. a. Langen Müller Verlag, München 1997, ISBN 3-7844-2660-3.
- In aller Freundschaft. Langen Müller, München 1998, ISBN 3-7844-2710-3.

### Herausgeberschaft
- Kleine Monster: Innenansichten der Pubertät. Hg. Hans Eppendorfer, Karl Krolow, Volker Elis Pilgrim, Helmut Kentler, Margot Schroeder, Peter O. Chotjewitz, Wolfgang Sieg u. a. Hoffmann und Campe, Hamburg 1985, ISBN 3-455-08241-6.
- Berührungen. Contacts. Hg. Hans Eppendorfer, Verlag Vis-à-Vis, Berlin 1987, ISBN 3-924040-39-7.
- Berührungen. Über das Knacken normaler Männer und andere Texte. Hg. Hans Eppendorfer, Verlag Vis-à-Vis, Berlin 1987, ISBN 3-924040-25-7.
- Kenn Duncan : fotografische Begegnungen. Hg. Hans Eppendorfer. Fotokunst-Verlag, Berlin 1988, ISBN 3-926861-01-0.
- Gesichtslandschaften. Geschichten von Bekannten und Unbekannten. Goldmann Verlag, München 1989, ISBN 3-442-09466-6.
- Herbert Tobias, Fotografien 1950–1980. Katalog zur Ausstellung in der Fotogalerie Volker Janssen zum 70. Geburtstag von Herbert Tobias. Hg. Hans Eppendorfer. Janssen, Berlin 1994, ISBN 3-925443-40-1.

### Bearbeitete Werke
- Richard Wagner und die Homosexualität. Autor: Hanns Fuchs, Bearbeitet: Hans Eppendorfer. Janssen, Berlin 1992, ISBN 3-925443-20-7.
- Körper mit Seele: mein Leben / Domenica. Aufgezeichnet von Hans Eppendorfer. Droemer Knaur, München 1994, ISBN 3-426-75062-7.

## Auszeichnungen
- 1986: Literaturpreis für Kurzprosa der Hamburger Autorenvereinigung[1]
- 1988: Kurzprosa des Hamburger Abendblattes[1]

## Stipendien
- 1981: 12-monatiges Stipendium der Kulturbehörde Hamburg als Stadtteilschreiber von Sankt Pauli[1]
- 1983: 12-monatiges Stipendium des Deutschen Literaturfonds[1]
- 1986: 12-monatiges Stipendium des Deutschen Literaturfonds[1]

## Filmdokumentation
- Hans Eppendorfer: Suche nach Leben, Regie: Peter Kern, Drehbuch: Peter Kern, Produktionsjahr: 1998, Produktionsfirma: Mira Film/ALMA Film. Darsteller: Hans Eppendorfer (Hans Eppendorfer), Peter Kern (Peter Kern), Fabian Oscar Wien (junger Eppendorfer), Evelyn Künneke (Mutter), Andréa Ferréol (Ehefrau), Benjamin Brettschneider (Sohn), Yousra (ägyptischer Filmstar), Josef Bierbichler (Totengräber)